# Reynaldo Mejía
Reynaldo Mejía Ortega (La Ceiba; 29 de julio de 1946) es un exfutbolista hondureño que se desempeñaba como delantero.

## Trayectoria
Anotó su primer gol en la Liga Nacional de Honduras el 12 de mayo de 1968, con el Victoria en la temporada 1968-69, en la derrota de 3-2 ante Atlético Español en Tegucigalpa.
Luego pasó con el Olimpia (ganando varios títulos), España y retornó al Victoria, donde anotó su último gol en liga el 3 de octubre de 1978 en la derrota ante Motagua en Danlí y se retiró en 1980. Acumuló un total de 240 y 81 goles, 38 con Olimpia, 33 con Victoria y 10 con España.

## Selección nacional
Jugó con la selección de Honduras en las eliminatorias para la Copa Mundial de 1970 y el Campeonato de Naciones de la Concacaf de 1973.

### Participaciones en Campeonatos Concacaf
| Copa                                          | Sede  | Resultado     | Part. | Goles |
| --------------------------------------------- | ----- | ------------- | ----- | ----- |
| Campeonato de Naciones de la Concacaf de 1973 | Haití | Cuarto puesto | 3     | 0     |

## Clubes
| Club          | País     | Año       |
| ------------- | -------- | --------- |
| C.D. Victoria | Honduras | 1965-1970 |
| C.D. Olimpia  | Honduras | 1970-1975 |
| C.D. España   | Honduras | 1975-1978 |
| C.D. Victoria | Honduras | 1978-1980 |

## Palmarés

### Títulos nacionales
| Título        | Equipo  | País     | Año     |
| ------------- | ------- | -------- | ------- |
| Liga Nacional | Olimpia | Honduras | 1971-72 |
| Liga Nacional | España  | Honduras | 1975-76 |
| Liga Nacional | España  | Honduras | 1976-77 |

### Títulos internacionales
| Título                           | Equipo  | País     | Año  |
| -------------------------------- | ------- | -------- | ---- |
| Copa de Campeones de la Concacaf | Olimpia | Honduras | 1972 |